# JR Shikoku série 2700
La série 2700 (2700系, 2700-kei) est un type d'autorail diesel exploité par les compagnies JR Shikoku et Tosa Kuroshio Railway.

## Description
La série 2700 a été développée pour remplacer la série 2000. Les rames construites par Kawasaki Heavy Industries comportent 2 voitures (10 rames) ou 3 voitures (7 rames). Elles sont similaires aux rames de la série 2600, avec une suspension pendulaire à la place du système d'inclinaison pneumatique.
L'espace voyageurs comprend des sièges inclinables avec prises de courant, un espace pour les usagers en fauteuil roulant et des toilettes accessibles. Un éclairage LED est utilisé afin de réduire la consommation d'énergie.

## Histoire
Les premières rames de la série 2700 sont entrées en service le 6 août 2019.
La série a remporté un Laurel Prize en 2020.

## Services
Les rames effectuent les services express suivants :
- Ashizuri (Kōchi - Sukumo),
- Nanpū (Okayama - Kōchi),
- Shimanto (Takamatsu - Sukumo),
- Uzushio (Okayama - Takamatsu - Tokushima).

## Galerie photos

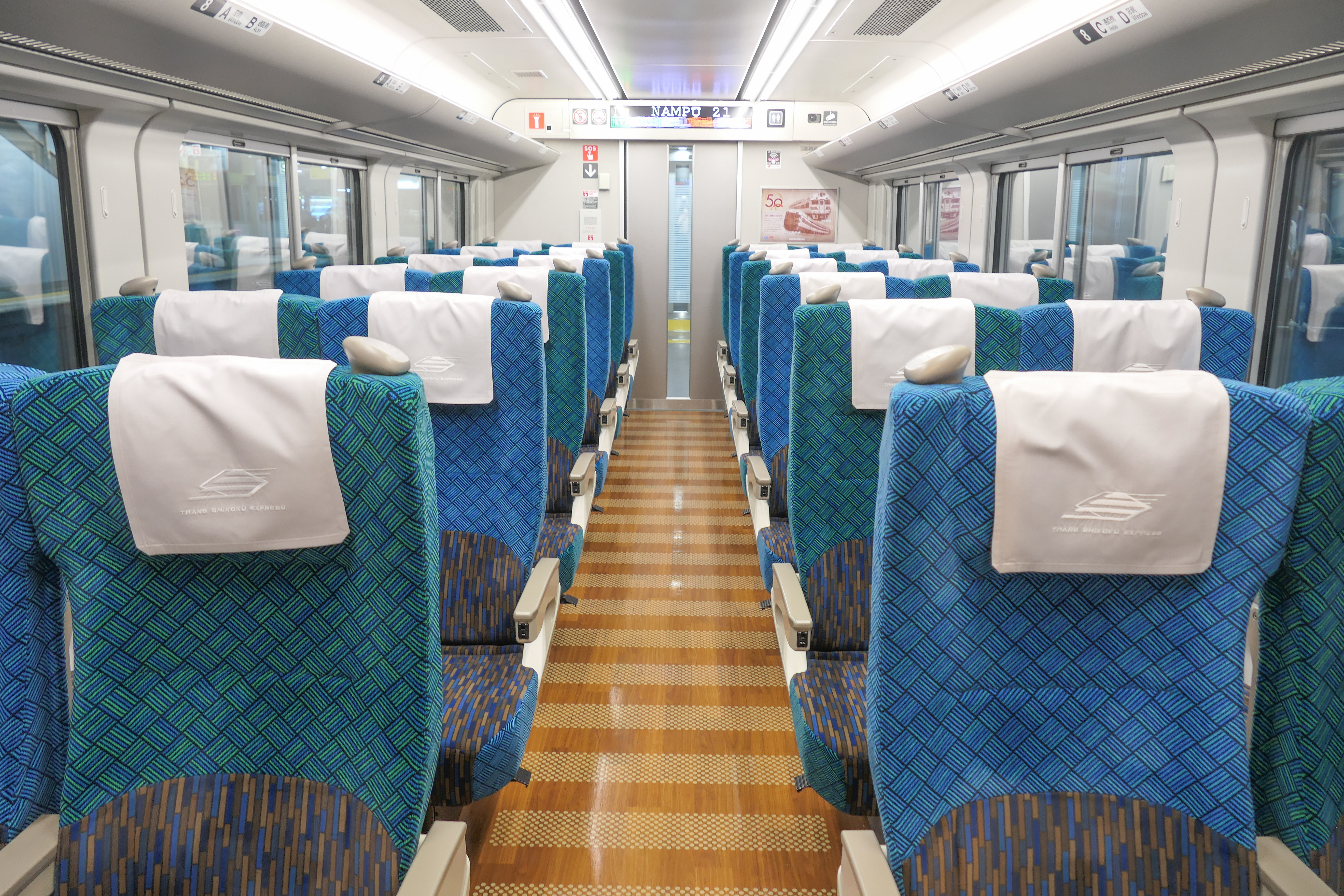
Espace voyageurs.
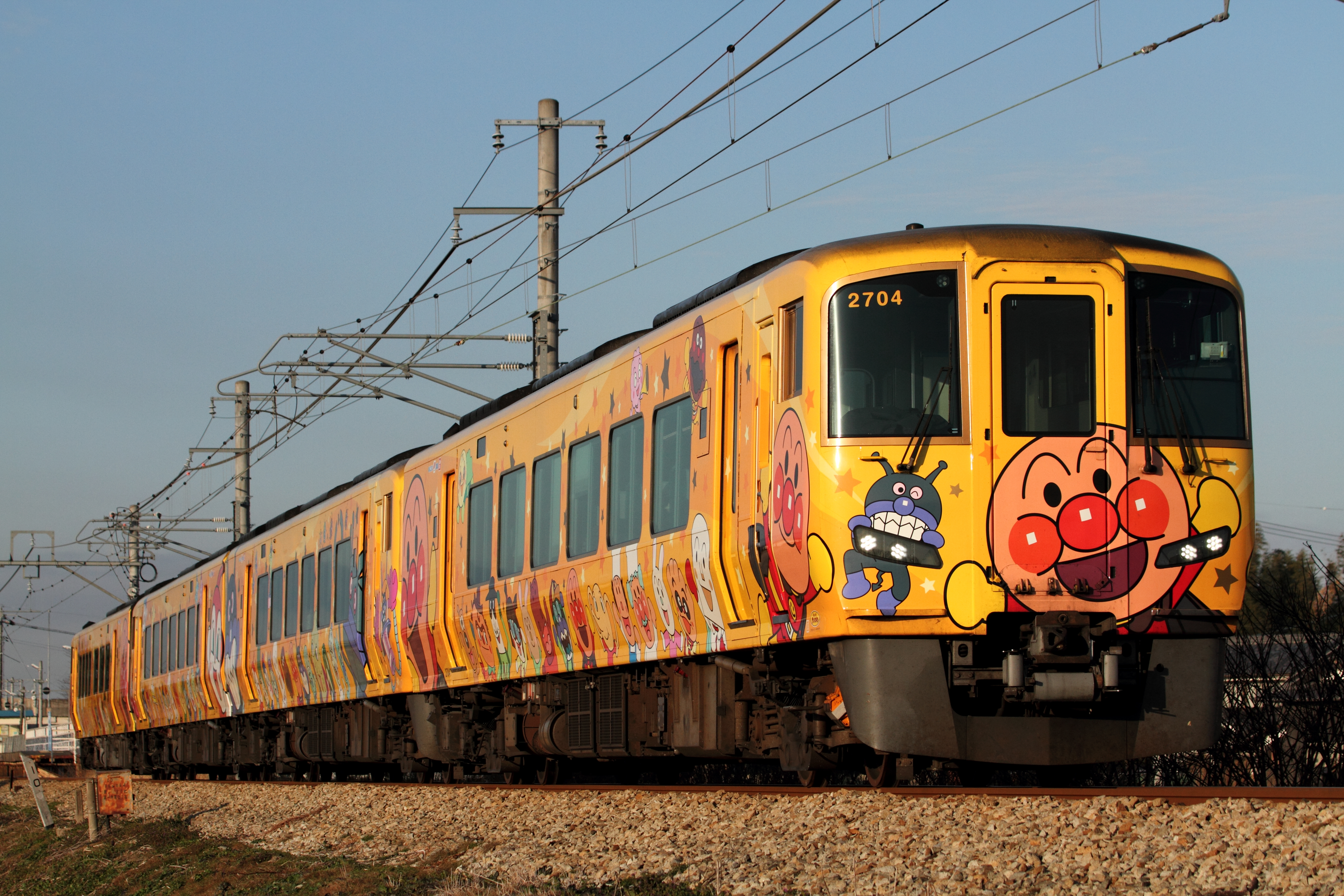
Livrée spéciale Anpanman.
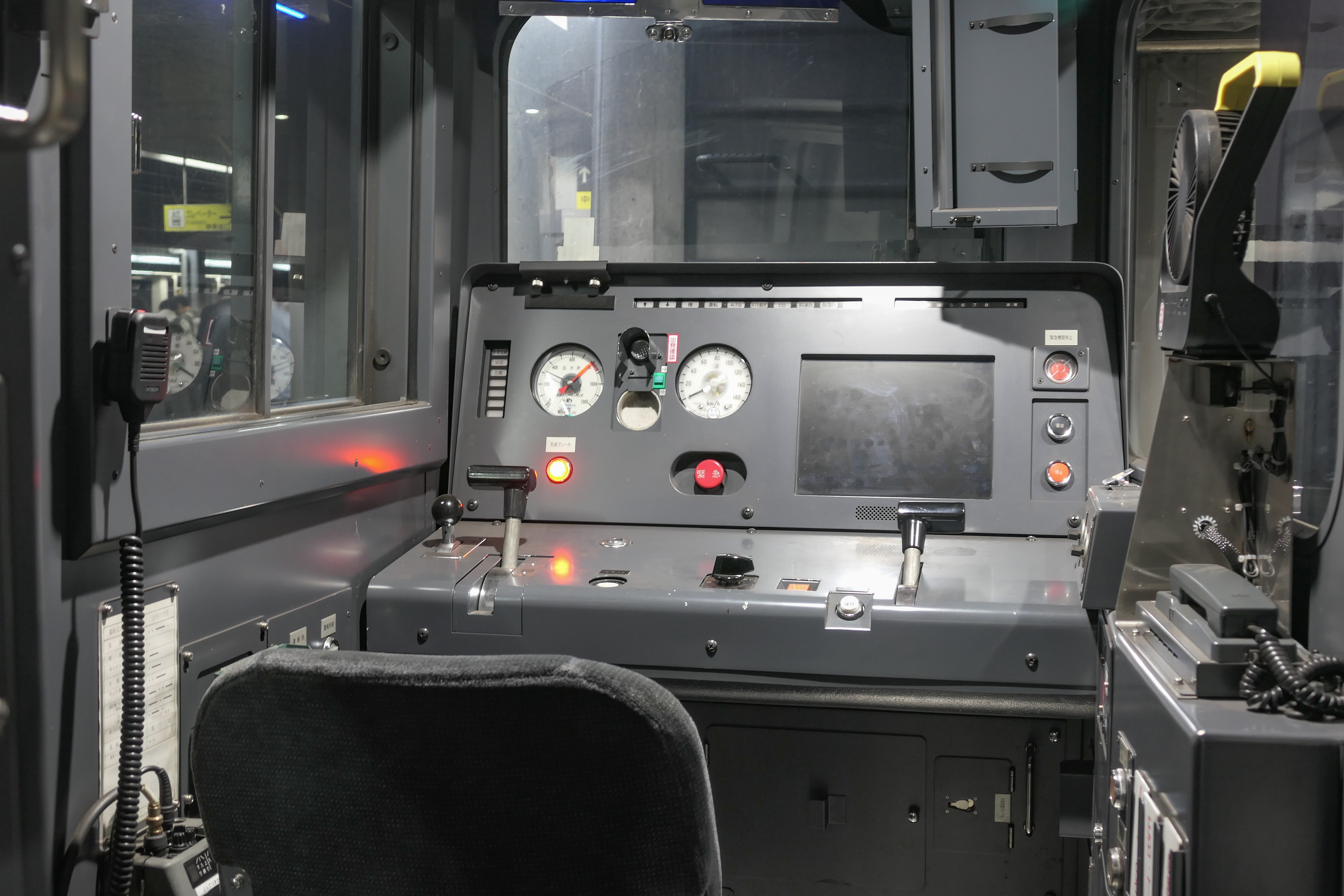
Cabine de conduite.